# Teratolauxania cybeplax
Teratolauxania cybeplax är en tvåvingeart som beskrevs av Elisabeth K. Stuckenberg 1971. Teratolauxania cybeplax ingår i släktet Teratolauxania och familjen lövflugor. Inga underarter finns listade i Catalogue of Life.